# Радул Макар Михайлович
Макар Михайлович Радул (нар. 4 вересня 1910, Мартоноша — пом. 2 травня 1971, Кишинів) — молдавський радянський географ і державний діяч, кандидат географічних наук, доцент, член-кореспондент Академії наук Молдавської РСР з 1961 року. Депутат Верховної Ради Молдавської РСР 1-го і 2-го скликань.

## Життєпис
Народився 4 вересня 1910 року в селі Мартоноші (нині Новоукраїнський район, Кіровоградської області, Україна) У 1933 році закінчив фізико-математичний факультет Тираспольського державного педагогічного інституту. 
Після здобуття фахової освіти з 1933 року по грудень 1939 року викладав та обіймав посаду заступника директора у Тираспольському державному педагогічному інституті. 1936 року екстерном закінчив географічний факультет Одеського державного університету, потім екстерном там же закінчив аспірантуру.
З грудня 1939 року по вересень 1940 року — директор Тираспольського державного педагогічного інституту імені Шевченка. Член ВКП(б) з 1940 року. У 1940—1942 роках — директор Кишинівського державного педагогічного інституту.
У 1942 році — заступник народного комісара освіти Молдавської РСР, уповноважений Ради народних комісарів Молдавської РСР у Чкаловській області РРФСР. У 1942—1944 роках — виконуючий обов'язки народного комісара освіти Молдавської РСР. З 1944 року по червень 1946 року — заступник голови Ради народних комісарів (Ради міністрів) Молдавської РСР.
З червня 1946 року по 1947 рік — заступник директора Молдавської науково-дослідної бази Академії наук СРСР. З 13 травня 1947 року по 26 березня 1951 року — голова Верховної Ради Молдавської РСР. Одночасно з 17 травня 1947 року 18 травня 1949 року — секретар ЦК КП(б) Молдавії з пропаганди та агітації; у 1949—1951 роках — завідувач Відділу економіки та географії Молдавської науково-дослідної бази Академії наук СРСР. 
З 1951 року — завідувач відділу економіки Молдавської філії Академії наук СРСР; у 1960—1961 роках — директор Інституту економіки Молдавської філії Академії наук СРСР; у 1961—1965 роках — заступник директора Інституту економіки Академії наук Молдавської РСР; з 1965 року по 2 травня 1971 року — завідувач відділу географії Академії наук Молдавської РСР. Нагороджений двома орденами «Знак Пошани». Помер у Кишиневі 2 травня 1971 року.

## Наукова діяльність
Автор біля 40 праць із питань економічної географії, картографії та розташування виробничих сил Молдавської РСР. У 1965 році здійснив економічне районування Молдавської РСР.